# Dave Budha
Dave Broeders (Zevenbergen, 22 maart 1992), bekend onder zijn artiestennaam Dave Budha, is een Nederlandse rapper en hiphopartiest.

## Biografie
Budha groeide op in het Brabantse Zevenbergen. Op jonge leeftijd had hij een tijd lang geen contact met zijn vader.

## Carrière
Op 6-jarige leeftijd deed Budha mee aan de Mini-playbackshow. Met zijn imitatie van Elvis Presley won hij destijds de show.
Tien jaar later was Budha voor het eerst te horen op een mixtape van Kempi. In diezelfde tijd begon hij met het maken van muziek, op zijn slaapkamer met een webcam-microfoon.
In 2015 maakte Budha onderdeel uit van het Next Up-project van Hard Voor Weinig. Op het compilatie-album is van Budha het nummer Reminder te horen.
Begin 2017 tekende Budha een platencontract bij het label Noah's Ark. In dat jaar bracht hij twee ep's uit: Raamuit en Tuinen van het licht. Op de ep Tuinen van het licht is BNNVARA-presentator Tim Hofman te horen. In het nummer Piece van mij spreekt Hofman, onder het pseudoniem Debroervanroos, een gedicht in als voicemail.
In december 2017 werd Budha in de categorie 'nieuwkomers' genomineerd voor een Edison, maar won deze uiteindelijk niet.
In februari 2018 was Budha 3FM Talent.
Op 13 februari 2018 trad Budha op in de Melkweg, samen met Jay-Way en Sophia Ayana. Op 8 juni 2018 speelde Budha in Paradiso Noord met Linde Schöne. Hij heeft op festivals gestaan als Down The Rabbit Hole, Oerol en Zwarte Cross. Tevens stond de rapper op het podium tijdens Eurosonic Noorderslag 2019. Op 5 oktober 2019 gaf Budha zijn eerste solo optreden in Paradiso Noord.
Op 6 september 2019 kwam zijn debuutalbum Mooie droom uit. Ter promotie ervan verscheen diezelfde dag ook de videoclip van Zo gewoon, een duet met Maan. Omdat het op 1 december 2019 precies tien jaar geleden was dat Ramses Shaffy overleed, bracht Budha op die dag zijn versie van Laat me uit.

## Inspiratiebronnen
Budha is een groot liefhebber van de Nederlandse taal en rekent de Nederlandse zangers Ramses Shaffy, Herman van Veen en Boudewijn de Groot tot zijn favorieten. Daarnaast haalt hij zijn inspiratie uit psychedelische rock, maar ook uit de muziek van Sampha en Travis Scott.
Budha is een liefhebber van improvisatietheater.
Met zijn artiestennaam refereert Budha aan het boeddhisme. Hij is geen boeddhist, maar noemt het "een mooie filosofie".

## Discografie

### Albums
- Mooie droom (6 september 2019)

### Ep's
- Raamuit (17 maart 2017)
- Tuinen van het licht (23 november 2017)

### Singles
- Tuinen van het licht (2017)
- Ramses (2017)
- Je kent mij (2018)
- Bloemetjes (2019)
- Onder water (2019)
- Laat niet los (2019)
- Laat me (2019)
- Niet thuis (2020)
- Echt verliefd zijn (2023)

### Videoclips
- Divvi (2 januari 2017)
- Raamuit (17 maart 2017)
- Tuinen van het licht (8 september 2017)
- Waaier (14 december 2017)
- Wacht (11 januari 2018)
- Je kent mij (21 juni 2018)
- Onder water (17 mei 2019)
- Zo gewoon (6 september 2019)

### Gastoptredens
- Alles op z'n plaats - op het album 1313 (2018) van Wivvamilie